# Haliaeetus albicilla
El pigargo europeo (Haliaeetus albicilla) es una especie de ave accipitriforme de la familia Accipitridae. No se reconocen subespecies.

## Descripción
Es un ave de gran tamaño, alcanza una longitud de 69 a 92 cm y una envergadura de alas de 200 a 245 cm. Las hembras son de mayor tamaño que los machos. Tiene alas amplias, una cabeza grande y un grueso pico "carnicero". Los adultos son principalmente de color marrón excepto por su cabeza y cogote más pálido, poseen una distintiva cola blanca, su pico y patas son amarillos. La cola y el pico en su estadio juvenil son más oscuros, en los subadultos la cola se torna blanca con una franja oscura en su terminación.
Debido a su mayor tamaño se ha propuesto que las aves de Groenlandia forman una subespecie groenlandicus, pero se considera esta especie como monotípica y la variación de tamaño es clinal de acuerdo a la regla de Bergmann.

## Distribución
La especie se distribuye desde extremo oriente hasta Europa Occidental en el norte, con una pequeña población en el extremo suroeste de Groenlandia y el oeste de Islandia. En general es un ave residente, pero las aves siberianas migran e invernan en la costa norte del golfo pérsico y las costas del mar de China Oriental. En la actualidad nidifica en el norte de Eurasia, pero existen evidencias de cría en Argelia y Egipto hasta el siglo XIX. La mayor población en Europa se encuentra a lo largo de la costa de Noruega.
Ha sido reintroducida con éxito en la Isla de Rum de Escocia en 1975 y ahora su área de reproducción abarca todas las islas Hébridas así como la costa occidental escocesa. Su población sigue siendo escasa en Gran Bretaña a causa de su extinción y posterior repoblación. En Irlanda existen programas de reintroducción desde 2007.
El 22 de mayo de 2006 se anunció que una pareja estaba anidando en la reserva natural de Oostvaardersplassen en Holanda. En el verano de 2015 se la observó a las orillas del Adigio y en el invierno de 2017 comenzó a anidar de nuevo en la laguna de Venecia.
En España estuvo presente como reproductora hasta finales del siglo XIX, habiéndose encontrado restos fósiles tanto en la propia península ibérica como en las islas Baleares y Canarias y teniendo citas de caza de ejemplares aislados hasta mediados del siglo XX. En 2018 se incluyó a la especie en el listado de especies extintas de fauna y en 2021 comenzó un proyecto para reintroducirla en el norte peninsular con ejemplares noruegos.
En 2022 comenzó en Francia su reintroducción en el lago de Ginebra, tras haber desaparecido de Córcega en 1959.

## Galería de imágenes

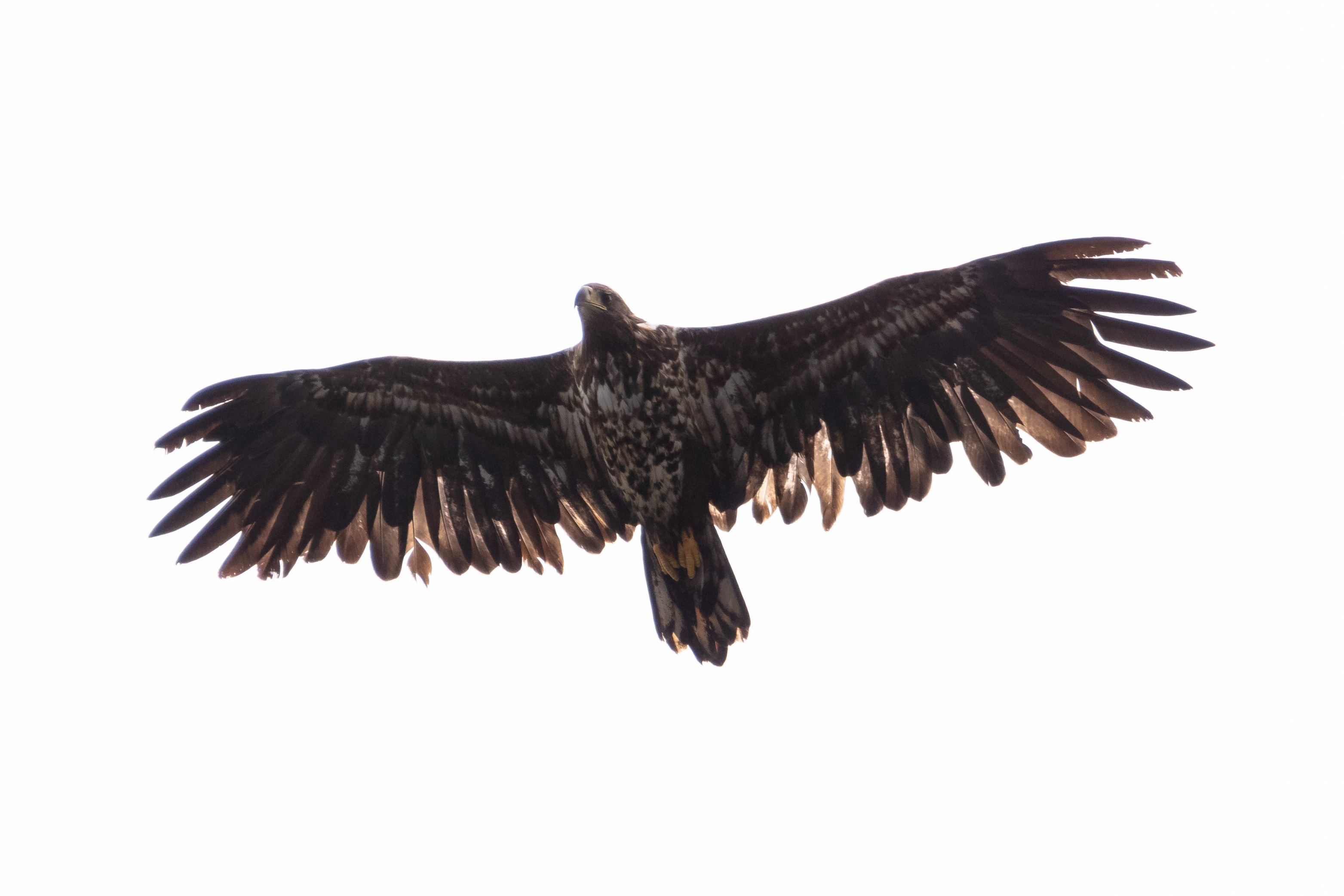
Adulto en vuelo en Svolvær mostrando sus características alas anchas, pico fuerte y cola corta blanca.
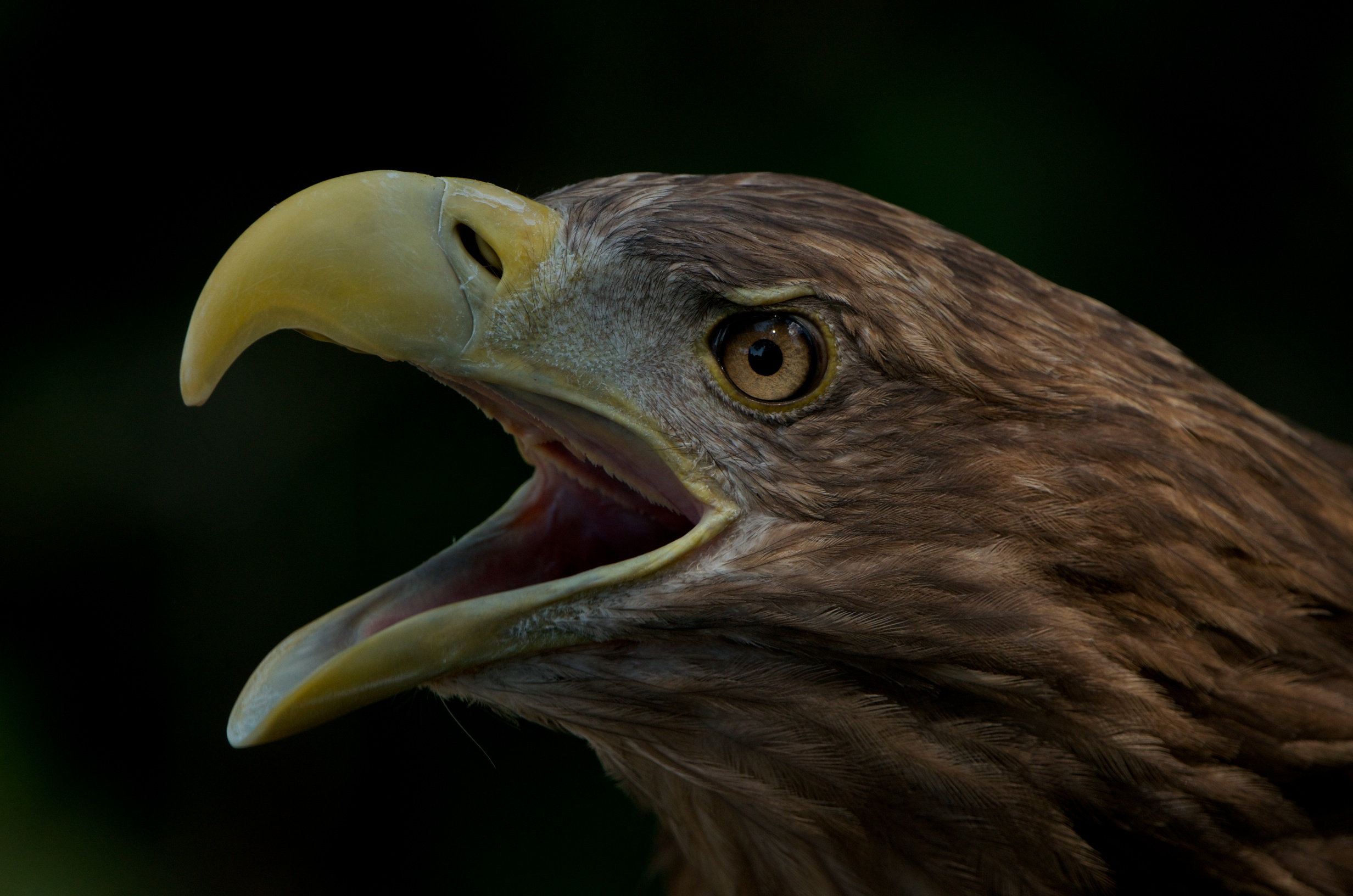
Primer plano de su llamado.
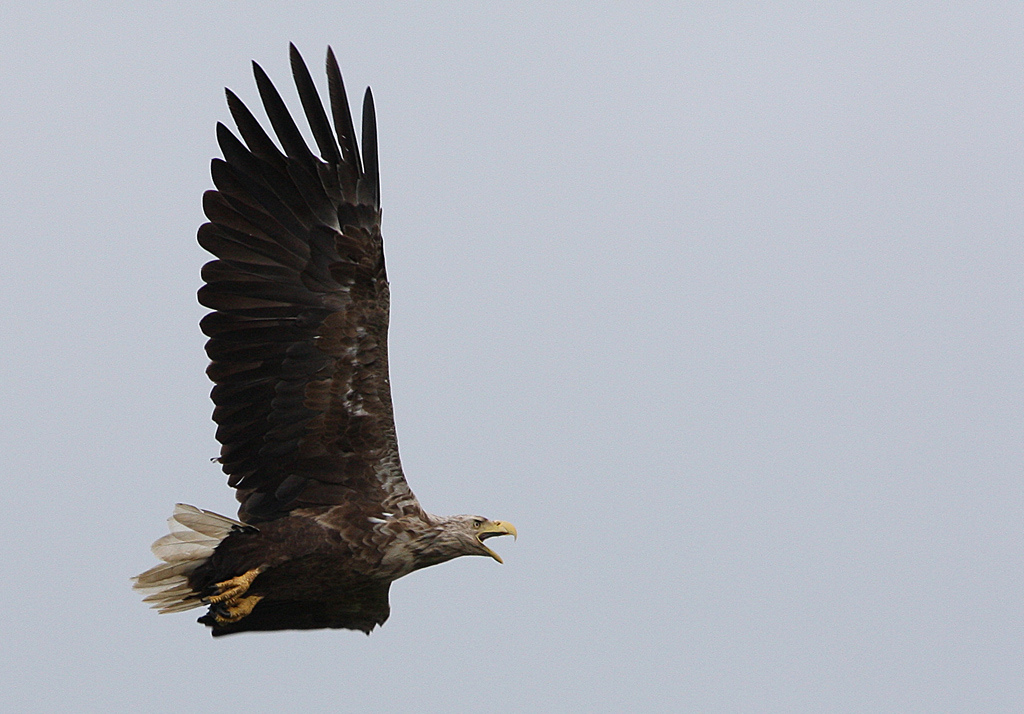
Ejemplar adulto en Noruega.
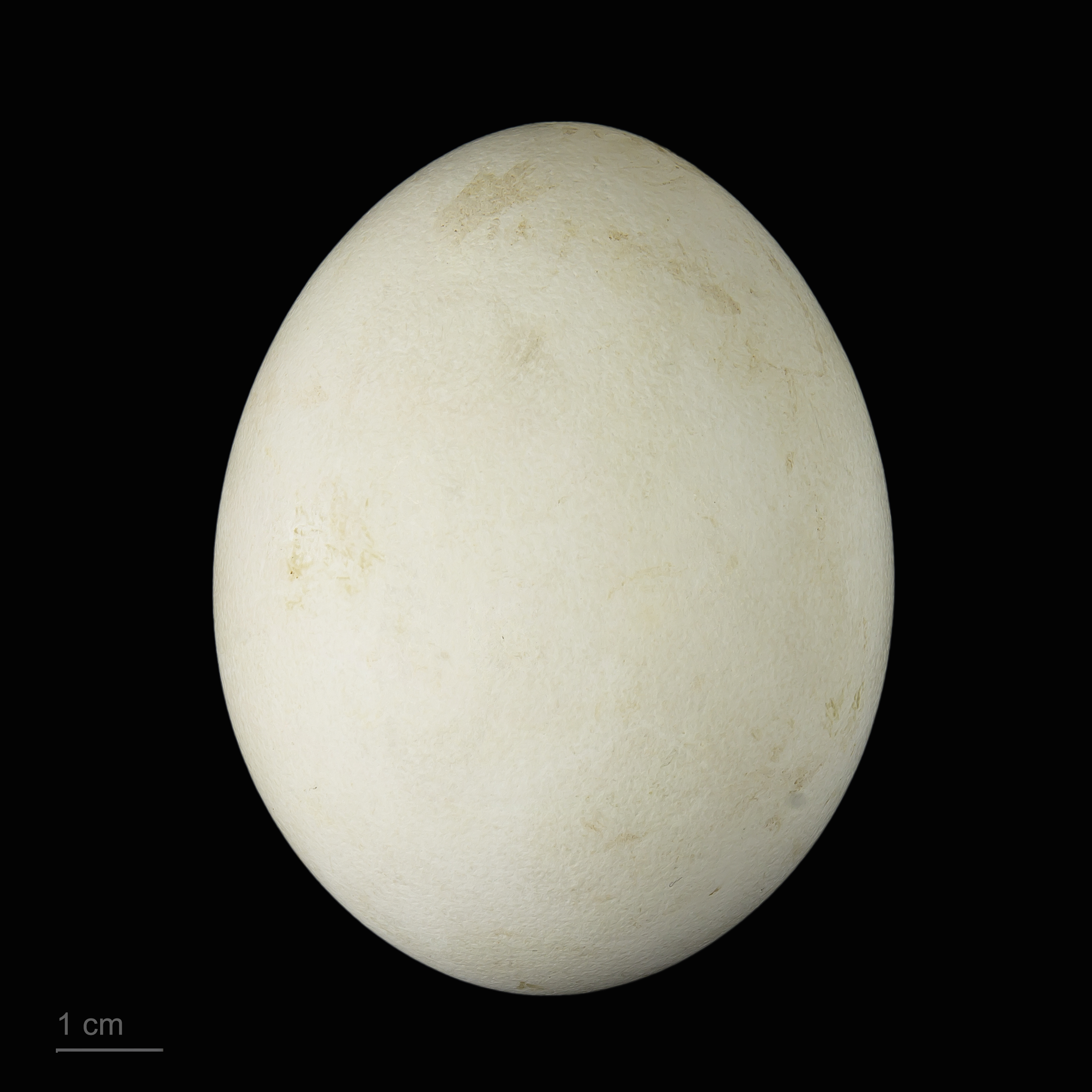
Haliaeetus albicilla - MHNT.
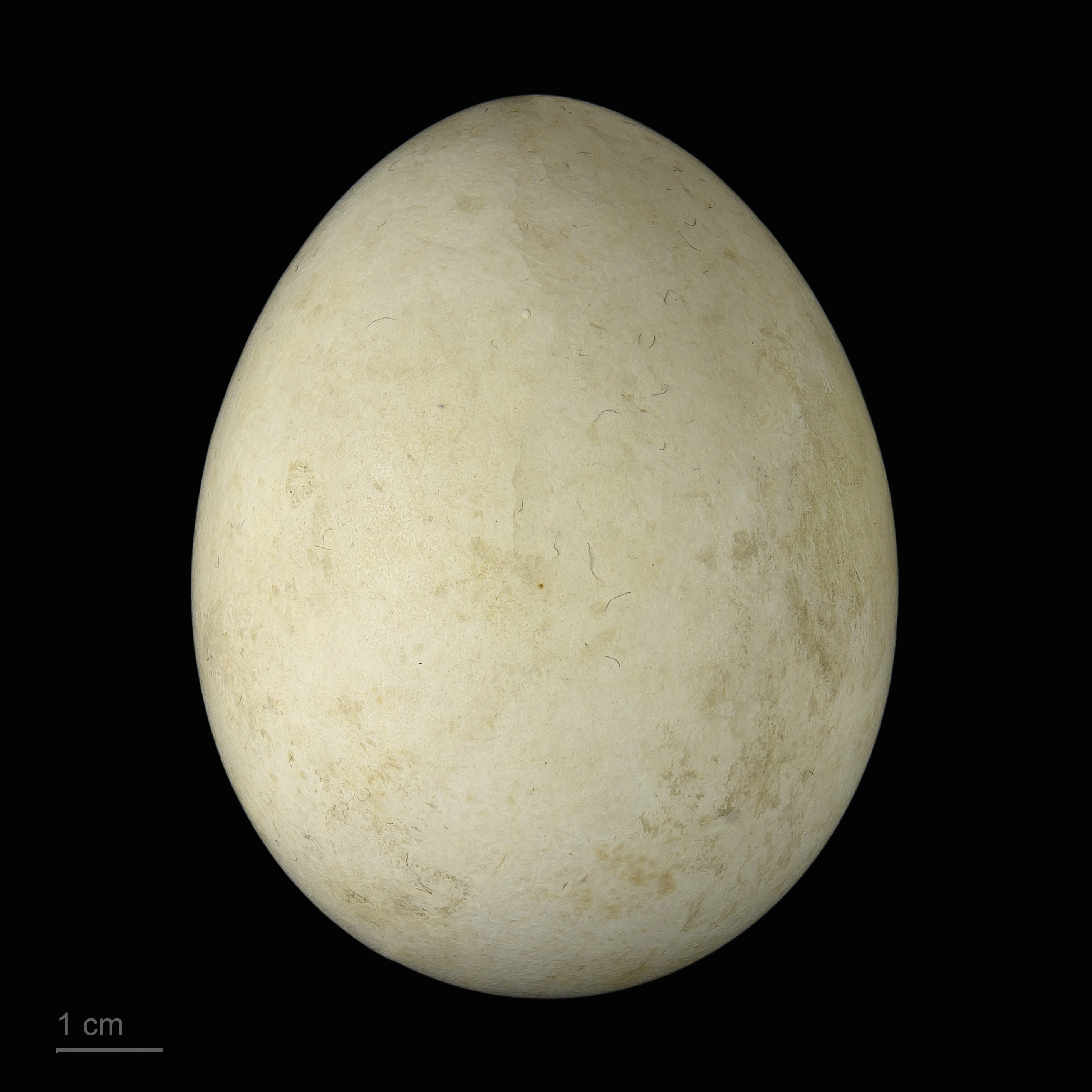
Haliaeetus albicilla groenlandicus - MHNT.
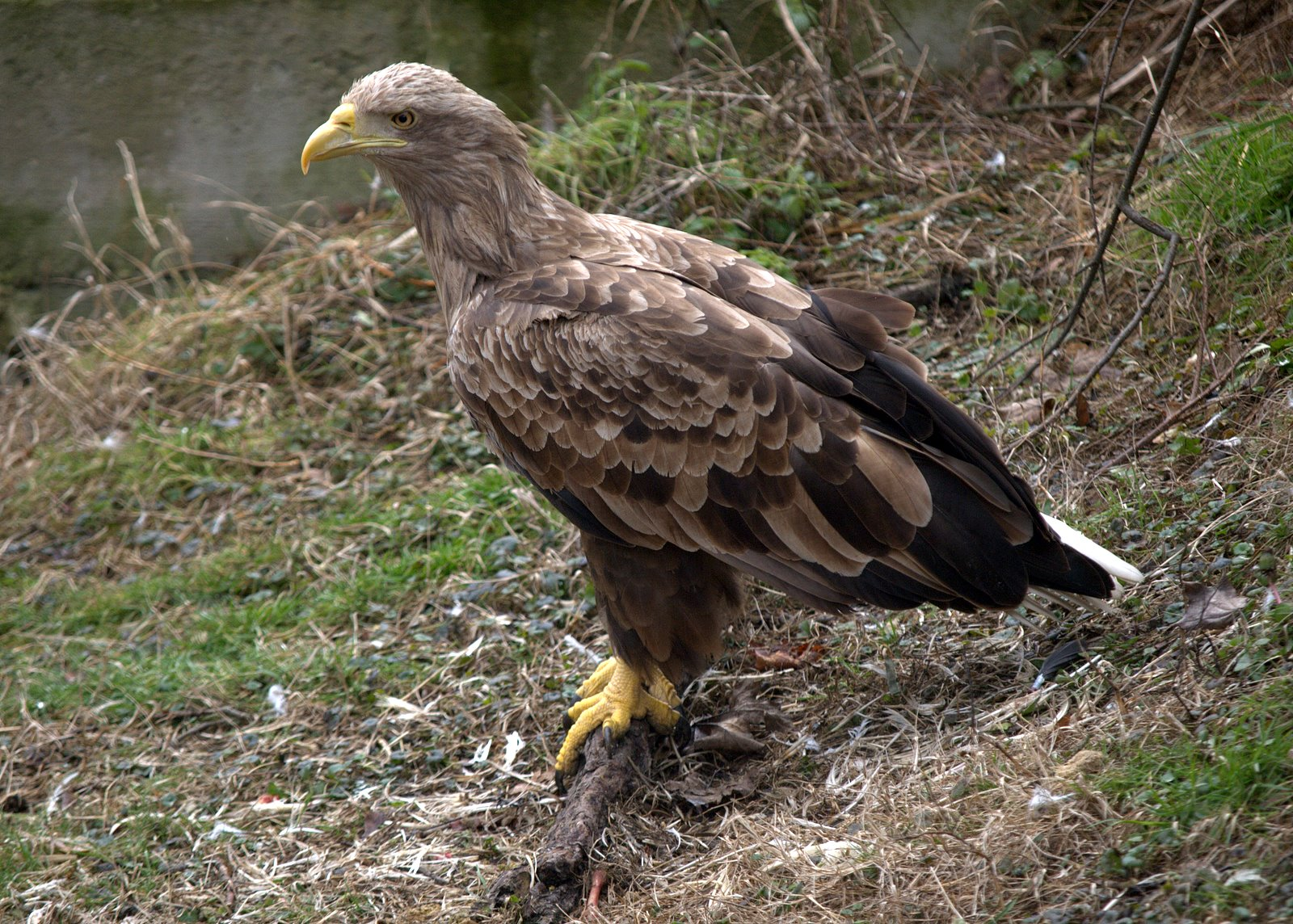
Pigargo europeo.
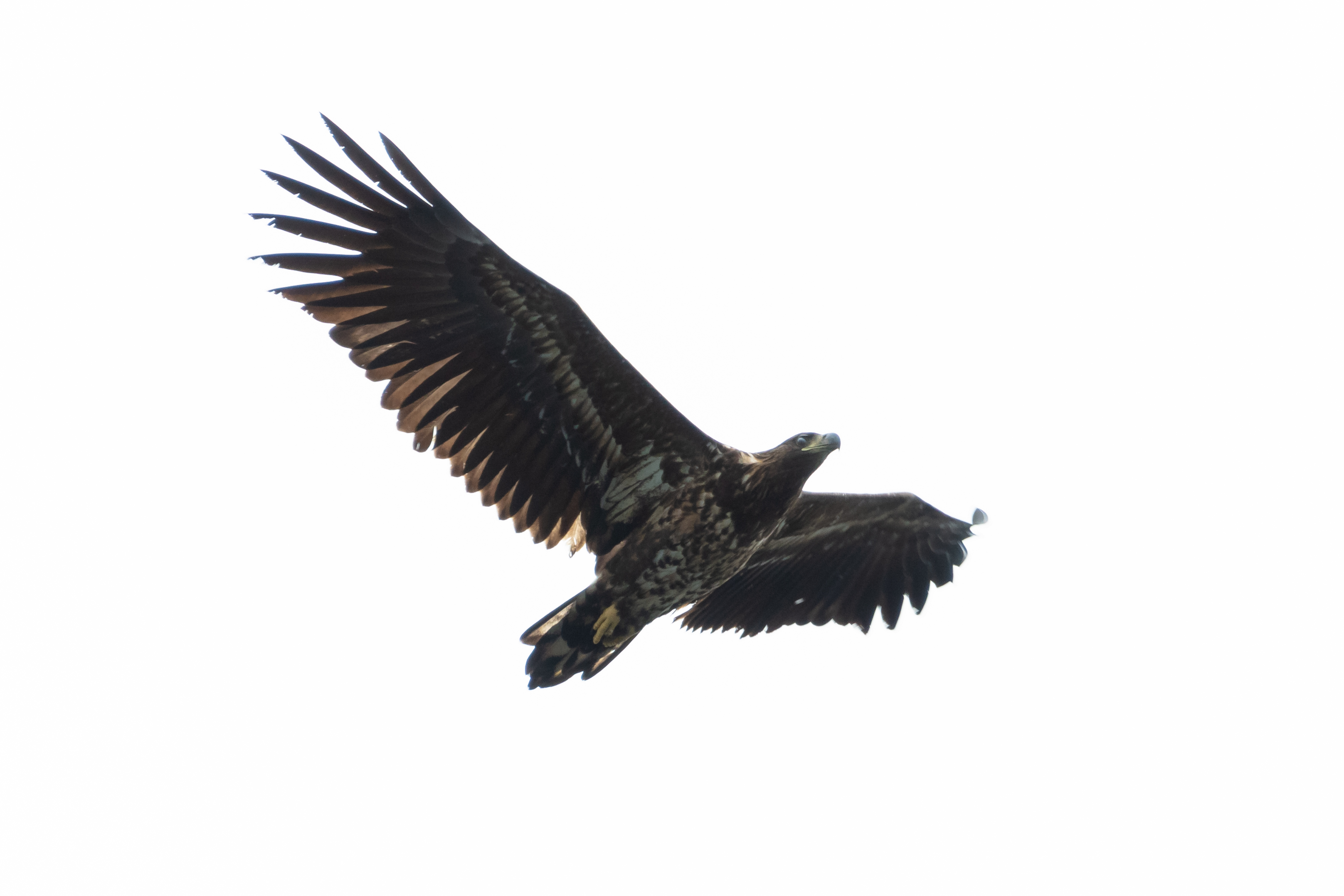
Otra imagen en vuelo.